# Dmitrij Andreevič Lizogub
Dmitrij Andreevič Lizogub, in russo Дмитрий Андреевич Лизогуб? (Sednev, 10 agosto 1849 – Odessa, 22 agosto 1879), è stato un rivoluzionario russo, esponente del movimento populista.

## Biografia
(D. A. Lizogub, in « Narodnaja Volja », n° 5, 5 febbraio 1881)
(S. Stepnjak-Kravčinskij, La Russia sotterranea, Milano, 1896, p. 99)

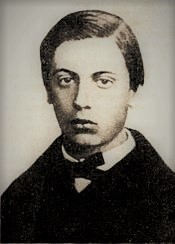
Lizogub ventenne

Dmitrij Lizogub nacque il 10 agosto 1849, in una delle più ricche famiglie della regione di Černigov. Il padre, Andrej Ivanovič (1804-1864), uomo colto e grande appassionato di arte e letteratura, era un liberale che fu membro del comitato provinciale per la liberazione dei contadini e che finanziò il grande poeta ucraino Ševčenko durante il suo esilio; sua madre Nadežda Dmitrievna Dunin-Borkovskaja (1820-dopo 1864) apparteneva a una nobile famiglia di origine polacco-danese. La coppia ebbe tre figli maschi: Ilja (1846-1906), Dmitrij, Fëdor (1851-1928), e una femmina. Nel 1860, Andrej Lizogub si ammalò e la famiglia dovette trasferirsi in Francia; qui Dmitrij studiò al collegio di Montpellier: « L'educazione in Francia, lontano da quelle condizioni che sviluppano nell'uomo russo gli istinti dello schiavo, e che per lungo tempo permangono in lui, fece sì che dalla natura di Lizogub fosse assente un tratto caratteristico della gente del nostro paese, l'involontario tremore di fronte all'autorità. Parlando con un superiore l'uomo russo involontariamente dà una particolare intonazione alla voce, prende una posa e uno sguardo rispettosi. Simili riflessi d'allineamento spirituale erano ignoti a Lizogub ».

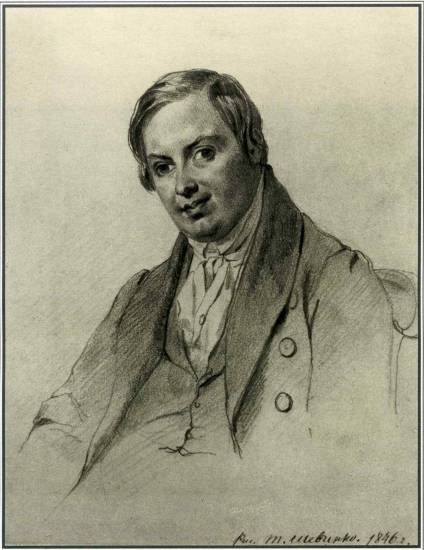
Il padre di Lizogub in un ritratto del 1846 di Taras Ševčenko

Subito dopo il ritorno in Russia nel 1864, il padre di Lizogub morì e qualche tempo dopo morì anche la madre. Nel 1870 si iscrisse alla facoltà di matematica dell'Università di San Pietroburgo. A quel tempo conservava ancora abitudini da nobiluomo: viveva in un grazioso appartamento e aveva al suo servizio un cameriere personale e un cuoco. Alla ricerca di un precettore per il fratello minore che viveva con lui, Lizogub ne trovò uno che pareva adatto, ma quando si accorse che aveva eliminato dal programma di studi la religione, lo sostituì con uno più devoto. Ben presto però in Lizogub stesso, la cui mente era sempre stata sedotta dalla ferrea logica matematica, le argomentazioni scientifiche ebbero il sopravvento sul pensiero religioso, e divenne un ateo convinto. Parallelamente, sentendo il bisogno di capire quali fossero le cause della miseria nella quale viveva gran parte del popolo, cambiò facoltà e si diede allo studio dell'economia politica. Ma il professor Gorlov, un sostenitore del sistema di produzione capitalistico, nelle sue lezioni giustificava le diseguaglianze sociali col fatto che i ricchi, in quanto datori di lavoro, erano indispensabili al sostentamento dei poveri, e non si preoccupava di spiegarne l'origine.
In cerca di risposte più soddisfacenti, Lizogub lesse Fourier, Owen, Proudhon, Blanc, Saint-Simon, Bervi-Flerovskij, e approfittò delle vacanze per fare un viaggio nella Regione del Volga e in Rutenia, in modo da potersi rendere conto personalmente della situazione. Ascoltò i contadini e gli studenti, e alla fine concluse che la lotta per il socialismo era l'unica possibile soluzione al dramma della povertà che tanto l'angustiava. Non era una natura sentimentale: se divenne un socialista ascetico fu per trarre le logiche conseguenze dalle idee che aveva fatte proprie dopo lunga e approfondita riflessione. Perciò non ebbe mai rimpianti. Il passo successivo fu l'interruzione degli studi, giunti frattanto al quarto anno, nel 1874, quando smise di pagare la retta e fu espulso. Abbandonò quindi gli ultimi agi aristocratici (tenne per sé quale residuo piacere signorile l'amore per la musica che soddisfò dando lezioni di piano), rinunciò a ogni carriera e anche al matrimonio, poiché riteneva che un rivoluzionario non potesse avere una famiglia: « Lizogub non amò una sola donna, non una donna lo amò. Uomo di consequenzialità matematica nelle sue convinzioni, guardava all'amore come a un ostacolo sulla strada nella quale si era messo ».
Scelse l'andata nel popolo e si dedicò all'educazione dei contadini. Fra il 1873 e il 1874 fece parte del Circolo Čajkovskij. Nel 1876 fu uno dei fondatori di Zemlja i Volja (Terra e Libertà), e utilizzò le sue ricchezze per finanziare l'organizzazione rivoluzionaria. Svolse opera di propaganda tra i contadini e gli operai, e nel 1877 fu incaricato di recarsi fuori dalla Russia per stabilire legami più stretti fra i socialisti russi e quelli stranieri. Restò all'estero circa otto mesi, muovendosi fra Parigi, Lione, la Serbia e Londra, dove prese contatto con il gruppo riunito nella redazione della rivista Vperëd! (Avanti!), organo dell'emigrazione populista fondata da Lavrov.

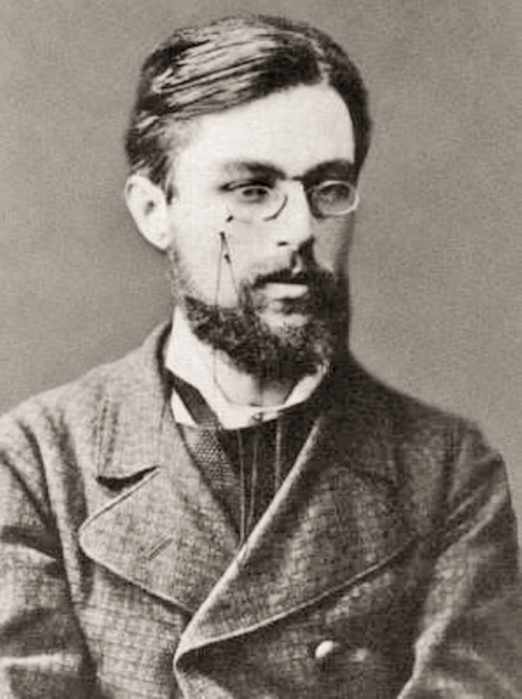
Valerian Osinskij

Alla fine del 1877 si unì al gruppo di Valerian Osinskij, uno zemlevolec molto attivo nell'area tra Kiev e Odessa, fondatore di  un circolo terrorista che dal febbraio del 1878 si autoproclamò Comitato esecutivo del Partito socialrivoluzionario. Come altri membri di Zemlja i Volja, Lizogub sostenne la necessità di uno spostamento dalla propaganda alla violenza: si persuase che « era necessario riunire tutte le frazioni dei socialisti russi in un unico partito di lotta attiva contro il governo [...] Anche per lui l'attività d'una guerra partigiana sostituì la propaganda pacifica ». Si sa comunque che non ebbe modo di partecipare alle imprese di Osinskij, né come ideatore né come esecutore. I suoi grandi possedimenti furono un centro di propaganda e di organizzazione, mentre egli aveva in animo di devolvere tutte le sue proprietà a Zemlja i Volja, vivendo miseramente (non beveva alcolici, non fumava, consumava pasti frugali a base di uova e tè) pur di non intaccare beni che egli non considerava più suoi.
L'enorme ricchezza fu la sua maledizione. «Essendo sottoposto ad una sorveglianza rigorosa, come denunciato di partecipazione al movimento rivoluzionario dai suoi parenti che speravano, lui condannato, di ereditarne la fortuna, non poteva far niente», perché al primo passo le sostanze gli sarebbero state sottratte e al partito non sarebbe arrivato nulla. L'inattività coatta, il dover stare a guardare senza poter scendere nella mischia, fu per lui un fardello che avrebbe portato «rassegnato e triste per tutta la vita».
Furono organizzati attentati contro funzionari pubblici e spie del regime, come il vice-procuratore Kotljarevskij (Osinskij stesso gli sparò contro sei colpi di pistola e lo lasciò credendolo morto quando invece non era neppure ferito) e l'ufficiale di polizia Gejkin, che fu pugnalato a morte da Grigorij Popko (1852-1885) a Kiev, e tentativi di evasione dal carcere di rivoluzionari detenuti. Intendendo liquidare le sue proprietà e non potendolo fare personalmente perché ogni suo movimento era controllato, Lizogub aveva lasciato che di ciò se ne occupasse Osinskij, ma dopo la cattura di questi, aveva incaricato della faccenda Vladimir Driga, che riteneva un amico e che era un avvocato, di amministrarle e di curare il loro progressivo passaggio all'organizzazione rivoluzionaria. Nei primi tempi Driga rispettò i patti, ma, dopo che Lizogub, il 12 agosto 1878, fu arrestato in una birreria di Odessa sulla via Cherson, assieme a Popko e Koltanovskij (1855-dopo 1900), con il denaro che avrebbe dovuto versare nelle casse di Zemlja i volja acquistò per sé una tenuta, quindi, dal mese di aprile dell'anno successivo, non diede più un soldo ai rivoluzionari. A. D. Michajlov, che di Zemlja i Volja era il massimo dirigente e che si occupava delle questioni finanziare interne al partito, lasciò San Pietroburgo per incontrarsi con Driga. A quel punto costui si rivolse alla polizia la quale predispose una trappola per incastrare Michajlov, ma questi non vi cadde e riuscì a fuggire. La polizia allora arrestò lo stesso Driga che, vistosi perduto, le assicurò la propria collaborazione in cambio di una parte dell'ingente patrimonio di Lizogub. Michajlov aveva però già fatto perdere le sue tracce e Driga non sapeva nulla di importante, così la Terza Sezione pensò bene di sbarazzarsene deferendolo al tribunale militare. Driga aveva comunque già danneggiato Lizogub, perché ora la polizia sapeva con certezza che stava finanziando Zemlja i Volja. Ad aggravare ulteriormente la sua posizione giuridica concorse poi anche l'uomo con cui divideva la cella nel carcere di Odessa, tale Fëdor Egorovič Kuric'in, messo lì apposta dalla polizia per raccogliere le sue confidenze.

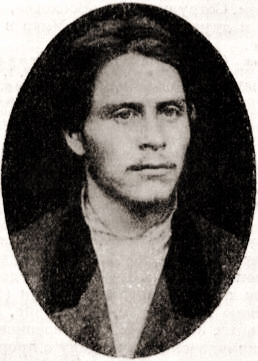
Iosif Davidenko

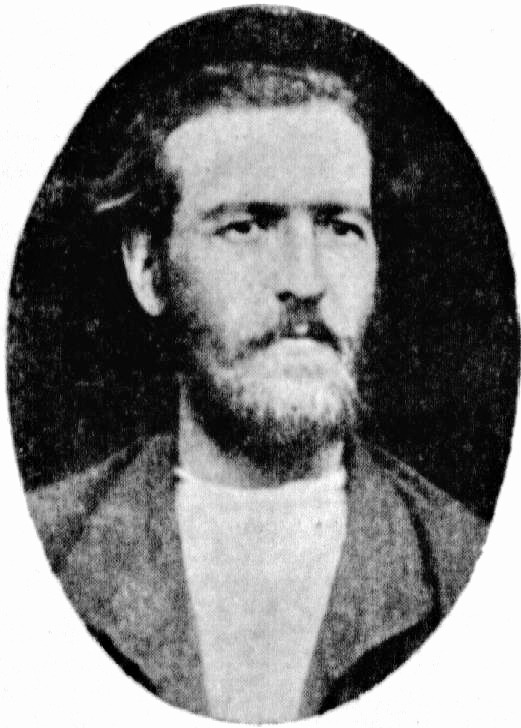
Sergej Čubarov

Lizogub era stato coinvolto nell'inchiesta su Sergej Čubarov (1845-1879), un rivoltoso di Kiev legato a Lev Dejč e a Jakov Stefanovič (1854-1915), autori della congiura di Čigirin, e processato con altri 27 imputati, tra il 6 e il 17 agosto 1879, dal tribunale distrettuale militare di Odessa. Il processo si concluse con diverse condanne a morte, subito commutate ad eccezione di cinque: Lizogub, Čubarov, Davidenko, Vittenberg e Logovenko. Gli amici di Dmitrij ne furono sorpresi (egli stesso alla lettura della sentenza non poté nascondere lo stupore, spalancando la bocca), e perfino il procuratore di Odessa presentò una petizione al governatore, generale Totleben (1818-1884), ma questi confermò la pena. Poco prima di essere giustiziato, Lizogub riuscì a far pervenire agli amici il suo ultimo saluto. In esso scriveva: « So che sto morendo e so quanti miei compagni sono ancora vivi; so che, nonostante tutte le persecuzioni, il loro numero cresce di giorno in giorno; so, infine, che l'alta giustezza della causa ne annuncia il successo, e, sapendo tutto questo, attendo tranquillamente la nostra fine ».
Lizogub fu impiccato a Odessa il 22 agosto assieme a Čubarov e a Iosif Davidenko (1856-1879). Morì per ultimo rifiutando di baciare la croce.
(D. A. Lizogub, in « Narodnaja Volja », cit.)
Il giorno dopo, furono impiccati a Nikolaev, Vittenberg (1852-1879) e Logovenko (1842-1879), Il 26 maggio era stato impiccato Osinskij, il 30 giugno, a Kiev, era stata la volta di Osip Bil'čanskij (1858-1879), Platon Gorskij (1851-1879) e Aron Gobst (1848-1879). Alcune di queste condanne erano state prescritte per resistenza armata all'arresto, altre per i preparativi di un attentato allo zar Alessandro II. Il piano prevedeva di far saltare una strada di Nikolaev al momento del passaggio della carrozza imperiale, e vi erano coinvolti principalmente Logovenko, Vittenberg, Davidenko e Gobst. A tutti questi fatti Lizogub era estraneo. In realtà fu giustiziato per aver voluto donare le sue ricchezze al movimento rivoluzionario, prima ancora che passasse al terrorismo attivo.
A Lizogub si sarebbe ispirato Lev Tolstoj per la figura di Anatolij Svetlogub, il rivoluzionario che rinnega la violenza attratto dal Vangelo, nel racconto Il divino e l'umano, sebbene il percorso intrapreso da Dmitrij Andreevič fosse stato piuttosto l'inverso. Di lui scrisse Sergej Kravčinskij: « quell'uomo il quale col sacrificio delle proprie aspirazioni sostenne per un anno e mezzo tutto il movimento rivoluzionario russo; quell'uomo che per le sue qualità morali ispirava un'ammirazione senza limiti a tutti coloro che lo conoscevano; che con la sola sua presenza rischiarava di una luce divina il partito al quale apparteneva - quell'uomo si considerava come l'ultimo tra gli ultimi ».